# Jasur Boyqo‘ziyev
Jasur Boyqo‘ziyev (Angren, URSS, 4 de septiembre de 1986) es un deportista uzbeko que compite en taekwondo.
Ganó una medalla en el Campeonato Mundial de Taekwondo de 2015, y cuatro medallas en el Campeonato Asiático de Taekwondo entre los años 2012 y 2018. En los Juegos Asiáticos de 2014 consiguió una medalla de oro.

## Palmarés internacional
| Campeonato Mundial  | Campeonato Mundial           | Campeonato Mundial | Campeonato Mundial |
| Año                 | Lugar                        | Medalla            | Categoría          |
| ------------------- | ---------------------------- | ------------------ | ------------------ |
| 2015                | Cheliábinsk (Rusia)          | Medalla de plata   | –87 kg             |
| Juegos Asiáticos    |                              |                    |                    |
| Año                 | Lugar                        | Medalla            | Categoría          |
| 2014                | Incheon (Corea del Sur)      | Medalla de oro     | –87 kg             |
| Campeonato Asiático |                              |                    |                    |
| Año                 | Lugar                        | Medalla            | Categoría          |
| 2012                | Ciudad Ho Chi Minh (Vietnam) | Medalla de plata   | –87 kg             |
| 2014                | Taskent (Uzbekistán)         | Medalla de oro     | –87 kg             |
| 2016                | Pásay (Filipinas)            | Medalla de bronce  | –87 kg             |
| 2018                | Ciudad Ho Chi Minh (Vietnam) | Medalla de plata   | –87 kg             |